# یواس‌اس اسکیل (ام‌اس‌او-۴۷۱)
یواس‌اس اسکیل (ام‌اس‌او-۴۷۱) (به انگلیسی: USS Skill (MSO-471)) یک کشتی بود که طول آن ۱۷۲ فوت (۵۲ متر) بود. این کشتی در سال ۱۹۵۵ ساخته شد.